# Arne Lidqvist
John Arne Lidqvist, född 27 december 1919 i Fässbergs församling i Mölndal, död 29 januari 1975 i Mölndal, var en svensk målare och tecknare.
Han var son till skomakarmästaren John Arthur Lidqvist och Valborg Ebba Sjöberg och från 1938 gift med Iris Viola Nunstedt. Lidqvist studerade konst för Saga Walli och Börge Hovedskou men räknade sig själv som autodidakt. Separat ställde han ut i Växjö, Göteborg, Kalmar, Örebro, Visby och på SDS-hallen i Malmö samt i en del smärre samlingsutställningar. Hans konst består av djurmotiv främst fåglar i akvarell, teckningar och olja. Lidqvist är representerad vid Naturhistoriska museet och Mölndals kommuns samlingar.